# Jyllands-Posten
El Jyllands-Posten es un diario danés (jyllands significa Jutlandia en idioma danés) con una tirada diaria estimada en 150.000 ejemplares, editado en la localidad de Aarhus. Hasta 1938 apoyó oficialmente al partido conservador danés, cambiando posteriormente su línea a una independiente liberal-conservadora. En 2006 se vio envuelto en una dura polémica internacional sobre los límites de la libertad de expresión al publicar una serie de caricaturas del profeta Mahoma en septiembre de 2005. En 2012, la Fundación fue cofundadora del Premio Europeo de la Prensa (European Press Prize).